# Boca de la Manzanilla
Boca de la Manzanilla är en ort i Mexiko.   Den ligger i kommunen Aquila och delstaten Michoacán de Ocampo, i den södra delen av landet, 400 km väster om huvudstaden Mexico City. Boca de la Manzanilla ligger 12 meter över havet och antalet invånare är 107.
Terrängen runt Boca de la Manzanilla är varierad. Havet är nära Boca de la Manzanilla åt sydväst. Runt Boca de la Manzanilla är det glesbefolkat, med 8 invånare per kvadratkilometer. Närmaste större samhälle är Huahua, 4,1 km nordväst om Boca de la Manzanilla. I omgivningarna runt Boca de la Manzanilla växer i huvudsak lövfällande lövskog.